# Новоселки (Село Попелево)
Новоселки (рос. Новосёлки) — присілок в Козельському районі Калузької області Російської Федерації.
Населення становить 18 осіб. Входить до складу муніципального утворення Село Попелево.

## Історія
Від 2004 року входить до складу муніципального утворення Село Попелево.

## Населення
| 2002 | 2010 |
| ---- | ---- |
| 17   | ↗18  |